# Johann Anton Rohn
Johann Anton Rohn (* 6. Juli 1828 in Baden, Kanton Aargau; † 20. Mai 1880 in Rohrdorf) war ein Schweizer Geistlicher und Dekan des Kapitels Regensberg.

## Leben und Werk

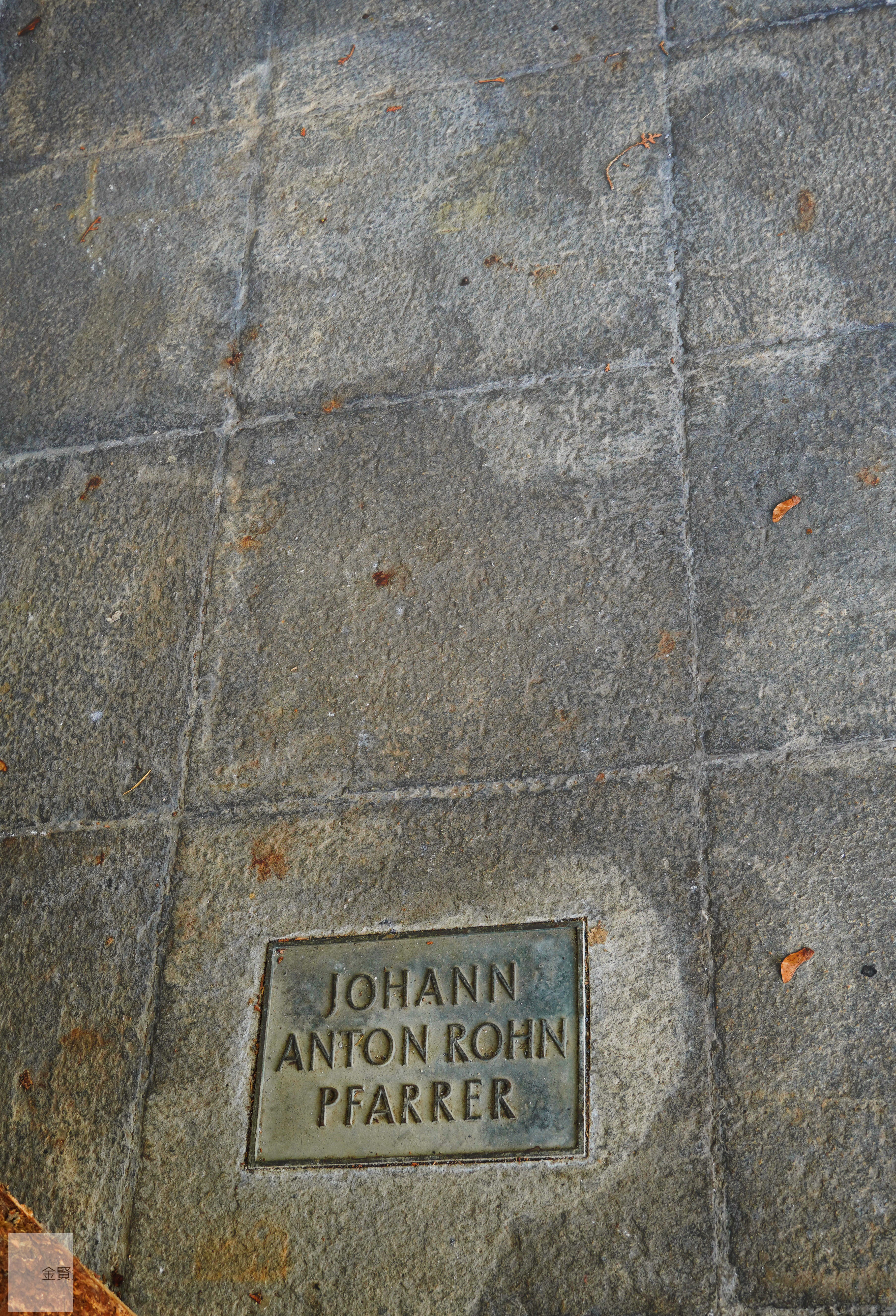
Grabplatte von Johann Anton Rohn bei der Kirche St. Martin in Oberrohrdorf

Rohn war der Sohn des aus Würenlos stammenden Holz- und Tuchhändlers Anton und der Veronika, geborene Falk.
Rohn war intellektuell und musisch begabt und besuchte die Bezirksschule in Baden, wo er u. a. von Johann Nepomuk Schleuniger (1810–1874) unterrichtet wurde. Danach war Rohn an der katholischen Kantonsschule St. Gallen, an den Gymnasien in Luzern und Freiburg im Breisgau sowie an der Alten Kantonsschule Aarau, wo er ein Schüler von Rudolf Rauchenstein war.
Anschliessend studierte Rohn Theologie in Bonn, Tübingen und Freiburg im Breisgau und, unter Missbilligung der aargauischen Regierung, am Priesterseminar St. Peter in Freiburg im Breisgau. Rohn empfing 1854 die Priesterweihe in Solothurn und setzte sein Studium am Seminar St-Sulpice in Paris fort.
Als Kaplan wirkte er von 1855 bis 1859 und war bis zu seinem Tod Pfarrer in Rohrdorf, wo er sich von 1877 bis 1880 an der Renovation der Kirche finanziell erheblich beteiligte. Rohn betreute das von seinem Vater gegründete Kinderheim «Mariae Krönung» in Baden. In den 1860er Jahren war Rohn zusammen mit Johann Nepomuk Schleuniger gegen das aargauische Staatskirchentum und zudem Vorstandsmitglied des «Schweizerischen Piusvereins».
Rohn war ab 1870 Dekan des katholischen Kapitels Regensberg, das von der Kantonsregierung nie anerkannt wurde. Zu diesem gehörte auch die Pfarrei Baden im Aargau.
Rohn wurde 1878 von Leo XIII. «in Anerkennung hervorragender persönlicher Eigenschaften und der Verdienste um die Kirche, besonders der viel geprüften Diözese Basel» mit der Würde eines päpstlichen Kämmerers ausgezeichnet. Rohn starb an einer Lungenentzündung.